# Кайзер, Петер
Пе́тер Ка́йзер (нем. Peter Kaiser; 1 октября 1793, Маурен — 23 февраля 1864, Кур) — историк и государственный деятель из Лихтенштейна.
Кайзер родился в Маурене (Лихтенштейн) в семье, где, помимо него, было ещё десять детей. Он изучал языки и историю в Фельдкирхе (Австрия) и Фрайбурге (Баден).
Кайзер стал известен как сторонник наделения правами простых людей. На Венском конгрессе он предложил объединение Германии и создание государства, где права имели бы все. Так как в век империализма такие идеи были непопулярными, ему пришлось покинуть Германию. Он перебрался в Швейцарию, где стал профессором сначала в Хофвиле (кантон Берн), потом в Арау, Дисентисе и Граубюндене.
В 1843 году Кайзер был назначен представителем князя Алоиза II в Вене. В 1846 году Кайзер опубликовал «Историю княжества Лихтенштейн», которая сначала была запрещена в Лихтенштейне, но впоследствии запрет был снят Алоизом II.
В 1848 году Кайзер был избран в качестве представителя Лихтенштейна во Франкфуртском национальном собрании. В этом году в Европе происходили революционные перемены, и жители Лихтенштейна начали требовать либерализации своих прав, конституции и свободных выборов. Сначала князь Алоиз II пообещал конституционную реформу и программу общественных работ, но это не сбило накал революционных страстей. Кайзер, будучи членом местного революционного комитета, решил для избежания кровопролития воспользоваться возможностью прямого контакта с князем, и ему это удалось благодаря своему положению. Вместо пути кровавой революции Лихтенштейн пошёл путём постепенной эволюции.
После этого успеха Кайзер вернулся от политики к преподаванию. 23 февраля 1864 года Петер Кайзер скончался в Куре (Швейцария). Кайзер почитается как человек, сформулировавший понятие «лихтенштейнской идентичности», на его родине в Маурене ему установлен памятник.